# Abdelhakim Serrar
Abdelhakim Serrar (ar. عبد الحكيم سرار; ur. 24 kwietnia 1961 w Satifie) – algierski piłkarz grający na pozycji prawego obrońcy. W swojej karierze rozegrał 15 meczów i strzelił 2 gole w reprezentacji Algierii.

## Kariera klubowa
Całą swoją karierę piłkarską Serrar spędził w klubie ES Sétif. W sezonie 1981/1982 zadebiutował w jego barwach w pierwszej lidze algierskiej i grał w nim do końca sezonu 1990/1991. Wraz z ES Sétif wywalczył mistrzostwo Algierii w sezonie 1986/1987, dwa wicemistrzostwa w sezonach 1982/1983 i 1985/1986 i zdobył Puchar Mistrzów w sezonie 1987/1988.

## Kariera reprezentacyjna
W reprezentacji Algierii Serrar zadebiutował 27 marca 1987 roku w wygranym 1:0 meczu kwalifikacji do Pucharu Narodów Afryki 1988 z Tunezją, rozegranym w Algierze. W 1990 roku został powołany do kadry na Puchar Narodów Afryki 1990. Na tym turnieju zagrał w pięciu meczach: grupowych z Nigerią (5:1), z Wybrzeżem Kości Słoniowej (3:0) i Egiptem (2:0), półfinałowym z Senegalem (2:1) i w finale z Nigerią (1:0). Z Algierią wywalczył mistrzostwo Afryki. Od 1983 do 1991 rozegrał w kadrze narodowej 15 meczów i strzelił 2 gole.